# 吉田秀夫
吉田秀夫は、富和鋳造株式会社常務取締役工場長。1級鋳造技能士、高度熟練技能者。

## 受賞歴
- 平成13年 川口産業技術・技能者顕彰制度 「耀き賞」
- 平成14年 第38回埼玉県鋳物技術コンクール 県知事賞
- 平成15年 第39回埼玉県鋳物技術コンクール 労働部長賞
- 平成18年 彩の国優秀技能者賞
- 平成21年 現代の名工（厚生労働大臣 卓越技能者表彰）

## 人物
ダクタイル鋳造で最も難しいとされる肉厚が不均等な大型鋳物製作について優れた技能をもち、後進に対し、技能の全てを伝えることにも力を注ぐ。
川口名匠会理事としても、技能の振興に努めている。

## TV
- フジテレビ放映「ほこ×たて」 現在4戦。